# Reflex (psychologie)
Een psychische reflex is een automatische en onbewuste reactie of associatie die gemaakt wordt bij een onderwerp of prikkel waarmee men al vaker geconfronteerd is geweest.  Eén variant hiervan is de voorwaardelijke reflex, waarbij bijvoorbeeld een reactie van het autonome zenuwstelsel of spieren automatisch wordt uitgelokt door een voorwaardelijke prikkel. Een andere variant bestaat uit automatisch gedrag dat door en door geoefend is, waardoor het snel en zonder nadenken plaatsvindt. Daartegenover staat gecontroleerd gedrag dat wél bewustzijn en 'nadenken' vraagt.